# Dragan Čović
Dragan Čović (Mostar, 20 augustus 1956) is een Bosnisch-Kroatische politicus, die onder meer deel uitmaakte van het drie-presidentschap van Bosnië en Herzegovina.

## Jeugd en carrière
Čović werd geboren in Mostar. Hij bezocht aldaar de lagere school en de technische middelbare school en diplomeerde in 1975. Hierna ging hij studeren aan de Universiteit van Mostar, waar hij in 1979 afstudeerde. Hij kreeg hierbij de titel van werktuigbouwkundig ingenieur. Tussen 1980 en 1986 was Čović werkzaam in de technologie en controlesecties van vliegtuigfabrikant SOKO in Mostar. Vanaf 2007 doceert hij als hoogleraar aan de Universiteit van Mostar.
In 1994 werd Čović lid van de Kroatische Democratische Unie (HDZ BiH). Twee jaar later werd hij lid van de kantonnale commissie van de partij en in 1997 werd hij president van de stadscommissie van Mostar. Een jaar later werd hij vice-president van de HDZ BiH en in 2005 werd Čović president van de partij.
Van 1998 tot en met 2001 was hij vice-premier en minister van Financiën van de Federatie van Bosnië en Herzegovina.

### Presidentschap
Op 5 oktober 2002 werd Čović voor het eerst verkozen als Kroatisch lid van het drie-presidentschap van Bosnië en Herzegovina. Hij had hierin zitting met de Serviër Mirko Šarović (later Borislav Paravac) en de Bosniak Sulejman Tihić. Op 29 maart 2005 werd Čović door de hoge vertegenwoordiger, Paddy Ashdown, uit zijn functie gezet nadat hij schuldig was bevonden aan machtsmisbruik. Zijn termijn werd voltooid door Ivo Miro Jović.
Bij de verkiezingen van 2014 wist Čović zijn plaats in het drie-presidentschap te heroveren. Hij volgde Željko Komšić op en diende zijn tweede termijn wel uit. Hierin werkte hij samen met Mladen Ivanić en Bakir Izetbegović. In 2018 werd Čović echter niet herkozen en moest hij zijn zetel weer afstaan aan Komšić.
Tijdens zijn zittingen in het presidentschap bekleedde Čović viermaal het roulerend voorzitterschap: van 2 april tot 10 april 2003 (waarnemend), van juni 2003 tot februari 2004, van juli 2015 tot maart 2016 en van juli 2017 tot maart 2018.

## Afbeeldingen

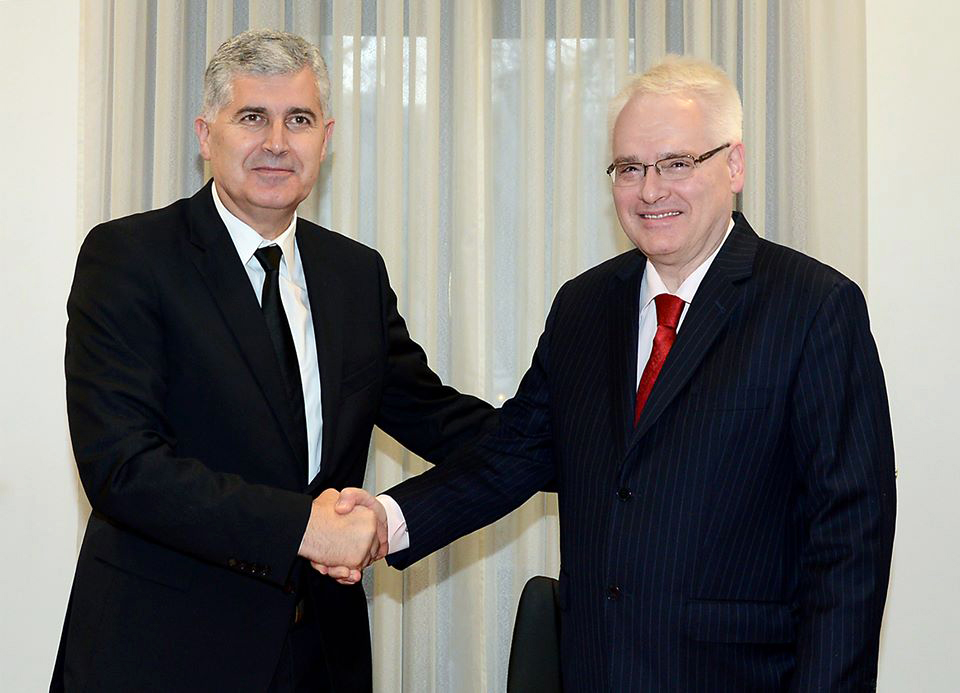
Čović (links) met de Kroatische oud-president Ivo Josipović.
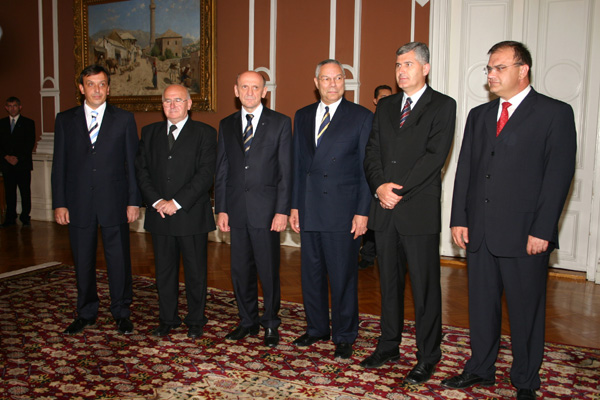
Čović (tweede van rechts) met Colin Powell en andere Bosnische politici.

- Gemeinsame Normdatei: 1279337206
- International Standard Name Identifier: 0000 0004 2121 2600
- Library of Congress Control Number: n2014057738
- Virtual International Authority File: 476144647704864520259
- WorldCat: E39PBJfX4wGR9gYrwxpBcGB773